# Mayoral
A Mayoral é uma multinacional espanhola que desenha, fabrica, distribui e comercializa têxteis, especializada no sector da moda infantil. Tem a sua sede em Málaga, Espanha. A Mayoral opera 150 lojas próprias, com presença comercial em 75 países do mundo, 8000 pontos de venda e 16 filiais.
As origens da empresa remontam a 1941 com a fundação da primeira empresa em Yunquera (Málaga) dedicada à produção e comercialização de meias e collants ("Dominguez Toledo"). No início dos anos 70, foi fundada a Mayoral Moda Infantil, a actual empresa-mãe do grupo. O grupo de empresas que compõem a Mayoral é propriedade de um grupo familiar.
Desde os anos 70, a empresa expandiu-se e conta em 2013 com filiais na França, Portugal, Grécia, Turquia, México, Rússia, Polónia, Ucrânia, EUA, China e Colômbia, entre outros países, assim como uma rede de agentes comerciais que operam nos cinco continentes.
https://www.mayoral.com